# Дэвис, Джим (музыкант)
Джим Дэвис (англ. Jim Davies; род. 6 февраля 1970) — бывший гитарист группы The Prodigy и британской группы альтернативного рока Pitchshifter. Джим присоединился к коллективу, когда учился в Стаффордширском университете. Также он пытался основать свою собственную группу Dead Mans Pants. Джима Дэвиса можно видеть на видео «Electronic Punks» вместе с Prodigy, а также он выступал в недолго просуществовавшей группе FLINT Кита Флинта. В настоящее время он работает гитаристом и вокалистом в группе Victory Pill. Также с перерывами сотрудничает с диджеем Hyper и является членом его одноимённой группы.

## Карьера

### Работа в The Prodigy (1995—1997)
После выпуска альбома The Prodigy под названием Music for the Jilted Generation группа устраивает тур в его поддержку, выступая хедлайнерами на Glastonbury и других фестивалях по всему миру. Джим Дэвис был взят тур-гитаристом, где играл все гитарные партии с альбома.
После тура The Prodigy начали работу над следующим альбомом The Fat of the Land, в котором Джим также принимал участие в работе над треками «Firestarter» и «Breathe», которые в дальнейшем стали хитами. Тем не менее сам Дэвис предпочитает не говорить на эту тему.

### Присоединение к Pitchshifter (1998—2002)
Джим Дэвис записал вместе с Pitchshifter три альбома: www.pitchshifter.com, Deviant и PSI.

### Возвращение в The Prodigy (2002—2005)
После ухода из Pithcshifter Джим Дэвис воссоединяется с The Prodigy, которые приглашают его в мировое турне, где он участвовал в различных крупных фестивалях, включая The Big Day Out в Австралии и Coachella в США. Также помогал Лиэму Хаулетту в работе над альбомом Always Outnumbered, Never Outgunned. Так, им была исполнена гитарная партия в треке «You’ll Be Under My Wheels».